# 葡萄状肉瘤
葡萄状肉瘤是胚胎性横纹肌肉瘤下的一个子类，它常常在空细胞壁、粘膜结构（例如婴儿或儿童的鼻咽、胆总管、膀胱，或八岁以下女性的阴道）中被检查出。

## 病理分析
在显微镜下，这类肉瘤中经常包含横纹。肿瘤细胞层次分明地生长于阴道上皮组织下面（生长层）。
对于阴道葡萄状肉瘤，大多数临床发现均因阴道出血而起，但是阴道出血并非单独指向葡萄状肉瘤：也有可能是其他阴道癌症。这些肿瘤通常在颜色上呈现黄色，并且易碎；这些肿瘤最终都会导致阴道出血或感染。

## 流行病学
葡萄状肉瘤通常发现于八岁以下的儿童；此疾病的首个显著症状会发生于平均三岁（38.3月）时。医学也报导出一些年龄超过八岁的女性案例。

## 治疗与预后
橫紋肌肉瘤的治療需要外科切除、放射線、及化學藥物等，三項的共同治療；五年存活率可高達80%，其中以發生在眼窩及生殖泌尿道的預後最佳；但若發生轉移則五年存活率將低於30%。 ==